# تيزانيدين
تيزانيدين (بالإنجليزية: Tizanidine)‏ هو ناهض مستقبلات ألفا-2 الأدرينالية، على غرار الكلونيدين، الذي يستخدم لعلاج التشنج العضلي بسبب إصابة الحبل الشوكي، والتصلب المتعدد، والشلل الدماغي التشنجي. الفعالية مشابهة للباكلوفين أو الديازيبام. يؤخذ عن طريق الفم.

## الإستخدامات الطبية
يُستعمل في علاج:
- ألم عصب ثلاثي التوائم[12]
- تقلص عضلي[12]
- تقبض[12]
- آلام أسفل الظهر[12]
- ألم[12]
- التهاب عضلي[12]
- شد عضلي[12]

## الآثار الجانبية
تشمل الآثار الجانبية الدوخة، والنعاس، والضعف، والعصبية، والارتباك، والهلوسة، والأحلام الغريبة، والاكتئاب، والقيء، وجفاف الفم، والإمساك، والإسهال، وآلام المعدة، وحرقة المعدة، وزيادة التشنجات العضلية، وآلام الظهر، والطفح الجلدي، والتعرق، والشعور بالوخز في. الذراعين والساقين واليدين والقدمين.
تضمنت أعراض الجرعة الزائدة في 45 حالة التي تم الإبلاغ عنها إلى مركز مكافحة السموم: الخمول، وبطء القلب، وانخفاض ضغط الدم، والإثارة، والارتباك، والقيء، والغيبوبة.

## التداخلات الدوائية
يتداخل دوائيًا مع:
أميودارون، وسيبروفلوكساسين، وفلوفوكسامين، وبروبافينون، وزيلوتون

## التركيب الكيميائى
تيزانيدين هو مشتق من 2،1،3-بنزوثياديازول وتم تسجيل أول تركيب له في براءة اختراع. كان المركب الوسيط 5-كلورو-2،1،3-بنزوثياديازول-4-أمين مركبًا معروفًا، تم إنتاجه في ثلاث خطوات من 4-كلوروفينيلين ديامين كما هو موضح. شكلت المعالجة مع اثنين من مكافئ كلوريد الثيونيل في بيريدين الحلقة غير المتجانسة، والتي تمت نتراتها مع نترات الصوديوم في حمض الكبريتيك وتم إختزالها باستخدام الحديد وحمض الخليك.